# Ontsnapping van de divisie van La Romana
De ontsnapping van de divisie van La Romana in augustus 1808 was een militaire operatie waarin een divisie van soldaten uit Spanje onder leiding van Markies van La Romana deserteerde uit het Franse keizerlijke leger. De Spaanse troepen waren onderdeel van de keizerlijke troepen in Denemarken dat onder leiding stond van Jean-Baptiste Bernadotte. Grotendeels van de Spaanse troepen werden succesvol overgebracht door de Britse marine naar Santander.

## Noordelijke divisie
In 1806 was Spanje nog een bondgenoot van het Eerste Franse Keizerrijk, maar na de Slag bij Jena verordoneerde Napoleon Bonaparte aan de Spaanse koning Karel IV en Manuel Godoy om Spaanse soldaten naar Noord-Europa te sturen. In maart 1807 vertrokken 15.000 Spaanse soldaten naar Noord-Europa onder leiding van de markies van La Romana: Pedro Caro. Hun eerste stop was Hamburg. De La Romana Divisie diende daarna onder maarschalk Guillaume Brune tijdens het beleg van Stralsund.
Een jaar later kwam de divisie onder het commando van Jean-Baptiste Bernadotte die als opdracht had meegekregen om de zuidwestelijke kusten van de Oostzee te beschermen. Pedro Caro kreeg zijn eigen commandopost in Nyborg. Ondertussen beloofde Napoleon aan de divisie dat ze na hun dienst onderscheiden zouden worden met het Legion d'Honneur voor hun bewezen diensten. In april ontstond contact tussen Pedro Caro en de Spaanse regering. Zodra hij het nieuws van de Opstand van Dos de Mayo vernam ontstond er bij de Spanjaarden wantrouwen ten opzichte van de Fransen.

## Spionage
Na het uitbreken van de Spaanse Onafhankelijkheidsoorlog was het de wens van de Britse overheid om in contact te komen met de La Romana Divisie, om ze te verleiden om tegen de Spanjaarden te vechten. Het zou geen probleem voor de Britse vloot zijn om het Spaanse leger op te pikken, want zij controleerden immers de Oostzee. Op aanraden van Arthur Wellesley contacteerde minister George Canning de Schotse katholieke priester James Robertson die woonachtig was in Regensburg. Met behulp van de Britten werd hij via Bremerhaven naar Denemarken gesmokkeld.
Robertson introduceerde zichzelf aan Pedro Caro met chocola en sigaren. Zodra Robertson het doel van zijn missie kenbaar maakt wordt hij met argusogen bekeken, omdat men vermoedt dat hij een Franse spion is die is gekomen om hun loyaliteit te testen. Uiteindelijk maakt Pedro Caro kenbaar dat hij ongelukkig is in zijn eigen positie en de intenties van Napoleon richting Spanje slecht waren. Daarna onthulde Robertson het plan dat de Britse marine de divisie in Denemarken zou ophalen en af zou zetten op elke plek in Spanje die ze maar wilden. De Spaanse generaal stemde in met het plan. Bijna ging het plan mis toen Robertson staande werd gehouden door een Deense divisie, maar de Schot wist zich uit deze hachelijke situatie te redden. Inmiddels had de dienstdoende Britse admiraal in de Oostzee Richard Goodwin Keats contact met Canning opgenomen dat het plan in werking kon worden gesteld.

## Plan en ontsnapping
Pedro Caro stelde slechts een paar trouwe onderofficieren op de hoogte van het plan. Als het plan wilde slagen dan moesten de verspreide Spaanse groepen enigszins gegroepeerd worden en enkele lokale havens te veroveren als de Britse vloot nabij was. Er kwam bericht uit Frankrijk dat alle Spaanse soldaten een eed moesten afleggen voor Jozef Bonaparte, hun nieuwe koning. Alleen de divisies in Jutland en op Funen namen de eed af. Op Seeland echter brak er muiterij onder de soldaten uit. Hierdoor werden de Spaanse troepen nog verder verspreid over het gebied.
Het incident had Bernadotte gewaarschuwd voor het potentiële gevaar van de Spanjaarden, maar hij had weinig tijd om tot actie over te gaan. Een Spaanse agent stelde Pedro Caro op de hoogte dat de Britse vloot in de buurt was. Op 7 augustus veroverde de Spaanse troepen de haven van Nyborg. De volgende dag wisten de soldaten op Jutland bij Fredericia een boot te veroveren en daarmee naar Funen te varen. Het Algarveregiment wist echter nooit Nyborg te halen want zij werden gevangengenomen door Nederlandse huzaren die op de hoogte waren gesteld van de acties van de Spanjaarden.
Inmiddels had Pedro Caro zo'n 8.000 soldaten verzameld. Tussen 9 en 11 augustus marcheerde het leger naar Langeland, waar het 1ste Catalaanse regiment het eiland had veroverd. De troepen moesten daar tot 21 augustus wachten voor Keats met zijn vloot verscheen. Via Göteborg kwamen de Spanjaarden op 11 oktober aan in Santander.